# Dorcadion cingulatum
Dorcadion cingulatum es una especie de coleóptero de la familia de los cerambícidos.

## Distribución
Se encuentra en Irán y Turquía.